# Hans Asper
Hans Asper (Zurigo, 1499 – Zurigo, 21 marzo 1571) è stato un pittore svizzero.

## Biografia
Visse la sua intera vita a Zurigo, non si conosce nulla di lui fino al 1526 quando sposò la figlia di Ludwig Nöggi, un mastro falegname che sedeva nel consiglio cittadino. La sua prima opera risale al 1531, nel 1545 fu eletto membro del Gran Consiglio.
Dipinse con vari stili ma è particolarmente famoso per i suoi studi sui fiori e sulla frutta. I suoi ritratti rivelano un'affinità con le opere di Hans Holbein, i suoi dipinti più notevoli sono i ritratti di Ulrico Zwingli e di sua figlia Regula Gwalter, che in seguito divennero proprietà della biblioteca pubblica di Zurigo. Si ritiene che Asper abbia collaborato all'Historia Animalium di Conrad Gesner nella realizzazione delle illustrazioni. Molta della sua opera è andata perduta.
Asper fu molto apprezzato dai cittadini di Zurigo, i quali gli diedero una medaglia. Pare che sia morto in povertà. Due dei suoi undici figli, Hans Rudolf Asper e Rudolf Asper, divennero anch'essi pittori.

## Opere

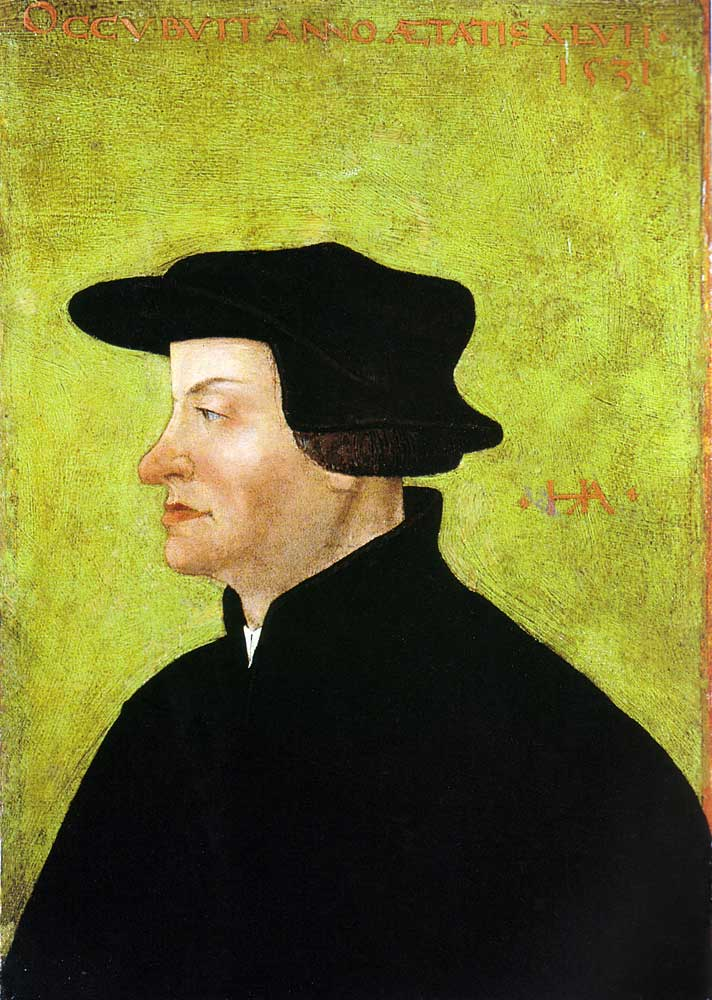
Huldrych Zwingli, 1531
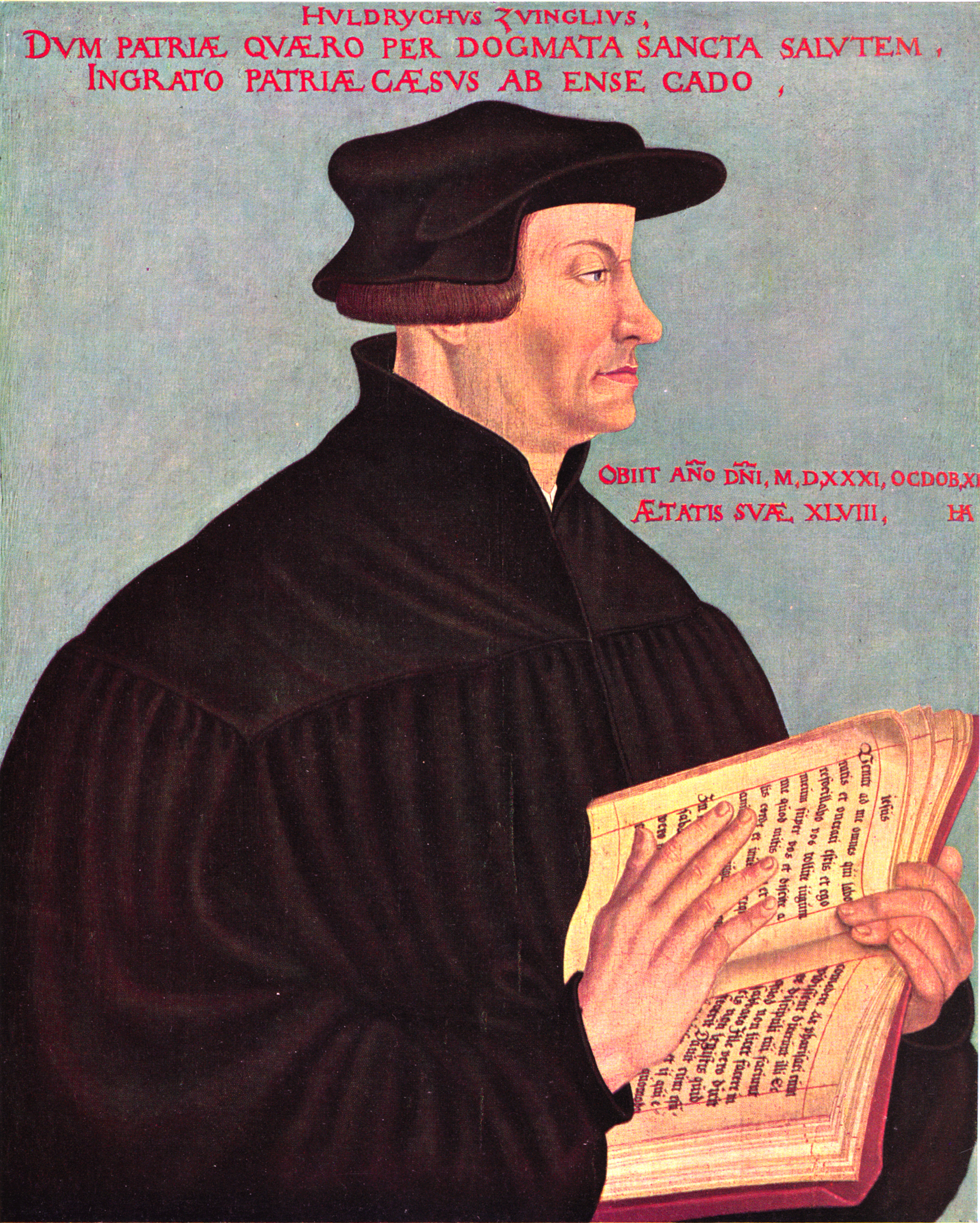
Huldrych Zwingli, 1549
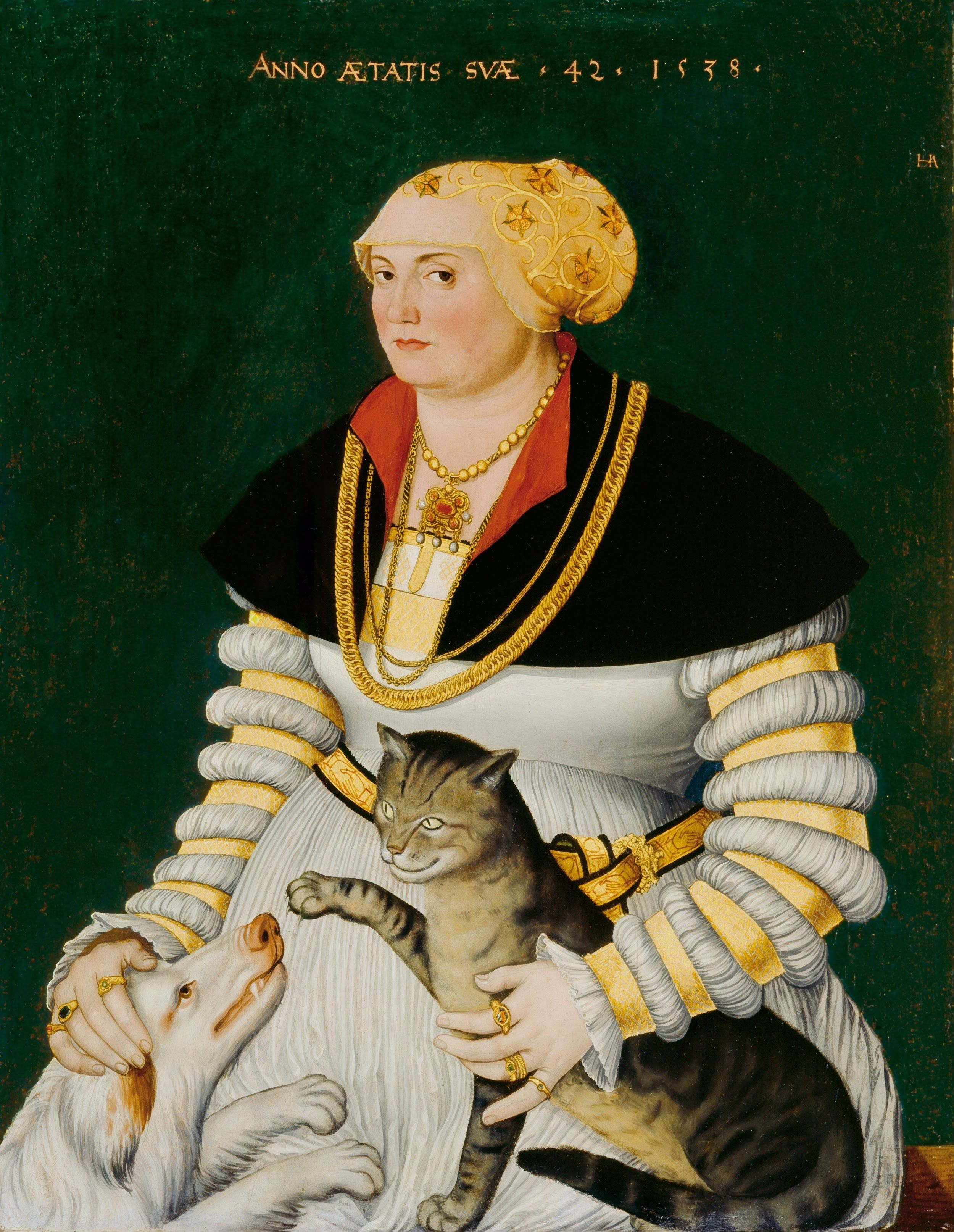
Cleophea Holzhalb, 1538
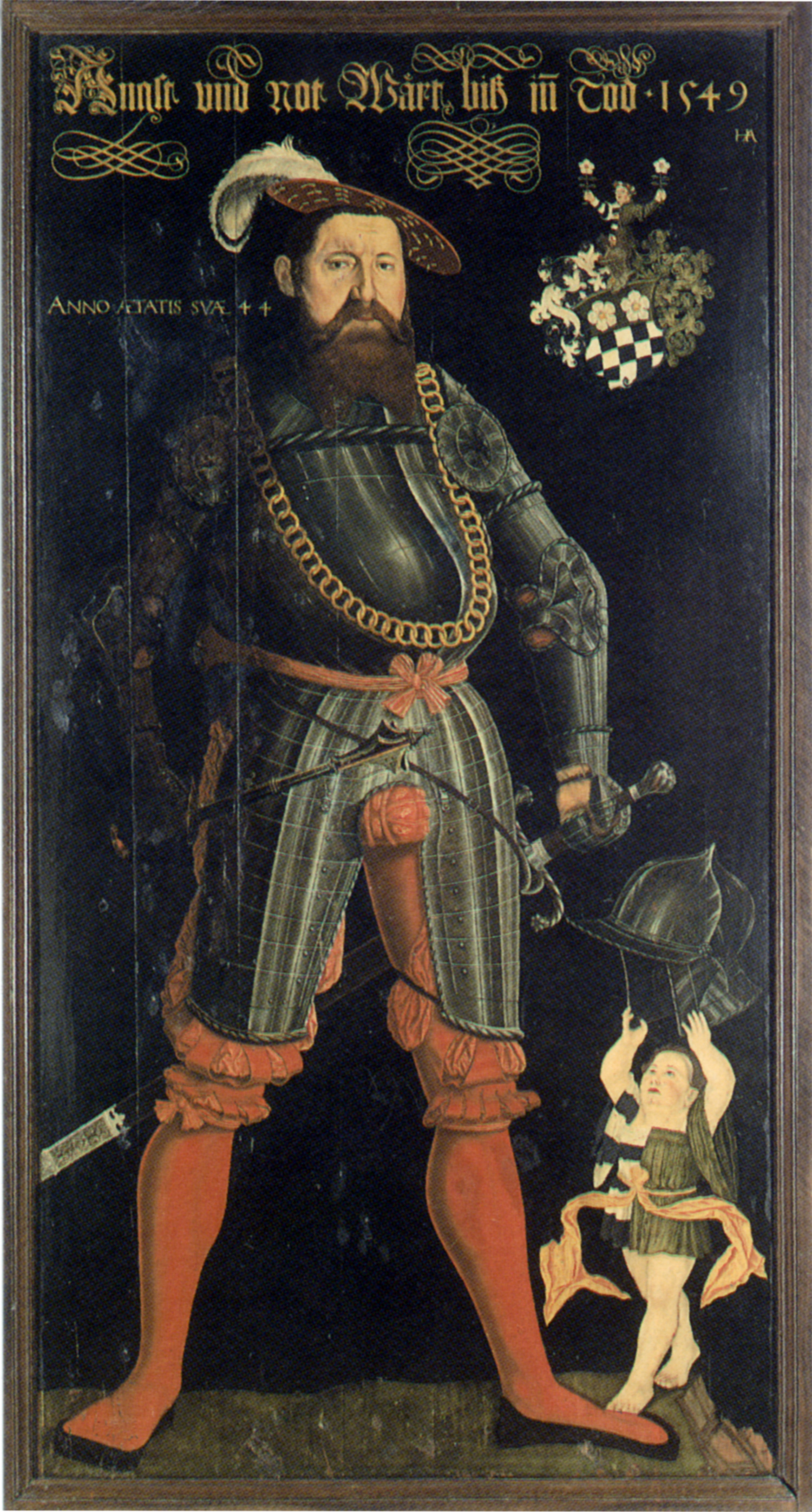
Wilhelm Frölich, 1549
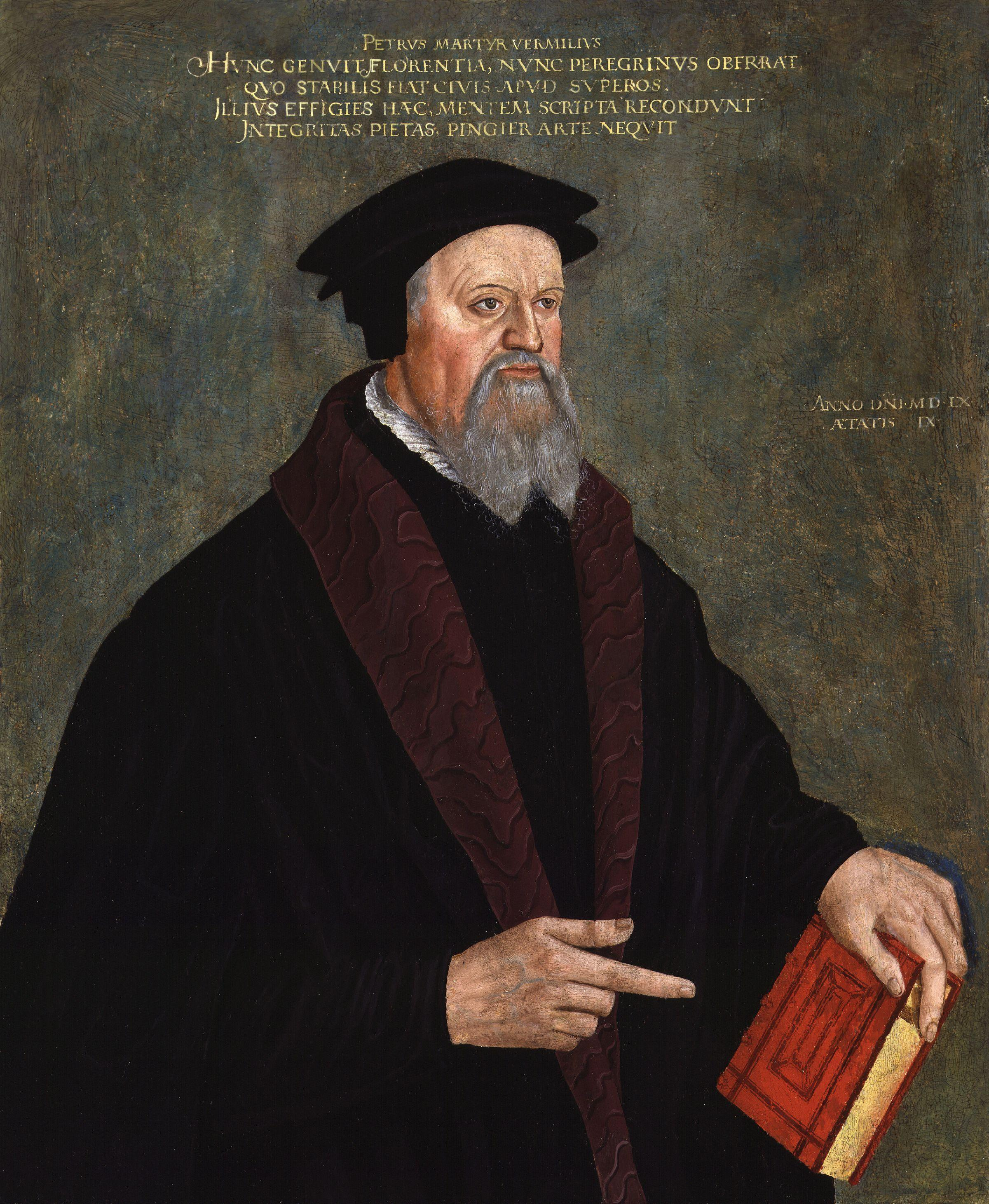
Pietro Martire Vermigli, 1560
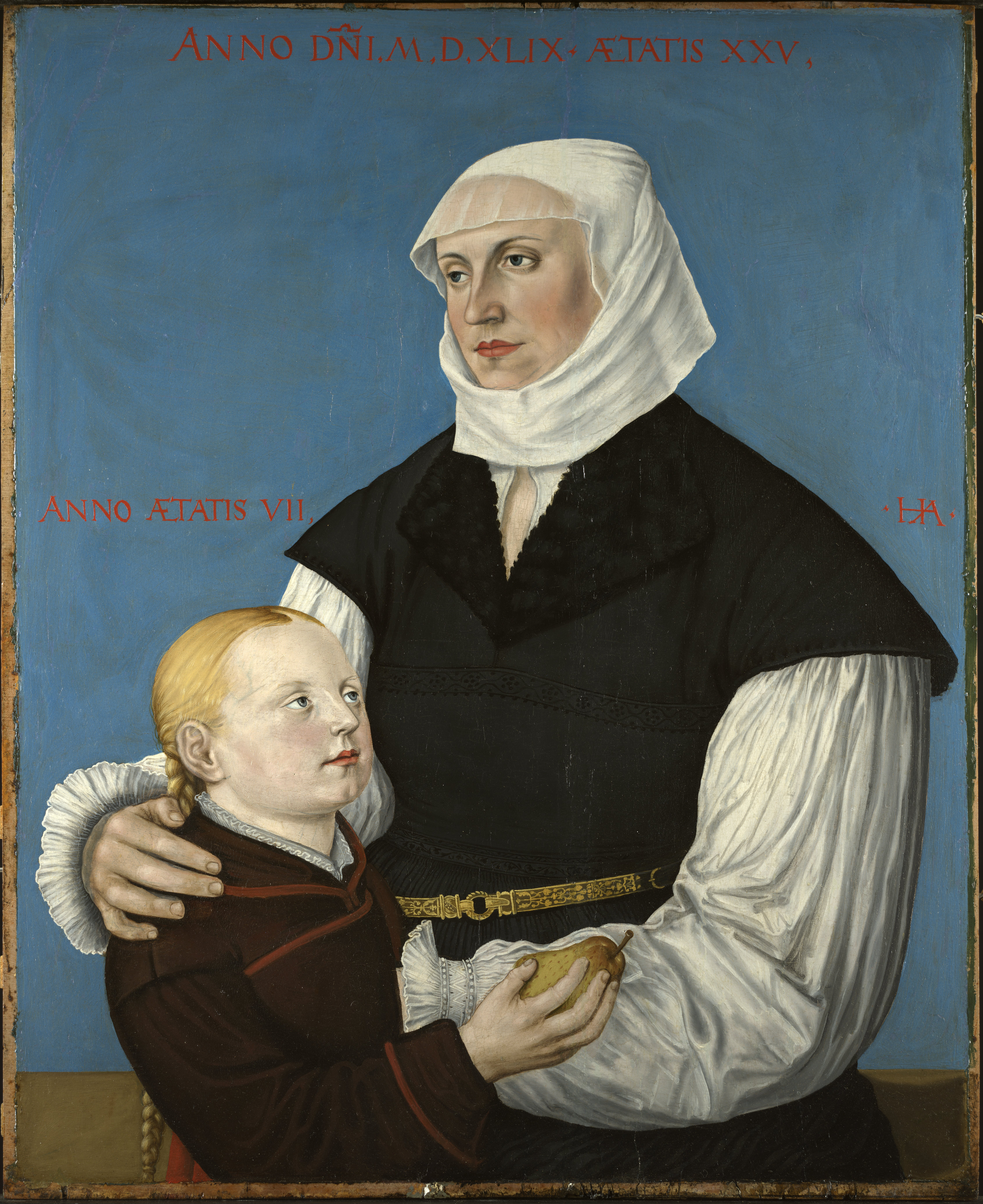
Regula Gwalther Zwingli e Anna Gwalther